# Monologue
Un monologue (du grec mono : « un seul », et logos : « discours ») est une ou plusieurs phrases auto-adressées à haute voix, rapportant les pensées du locuteur au style direct. Il faut distinguer le véritable monologue, du roman autobiographique à la première personne, qui suppose un décalage de temps, même minime ("Aujourd'hui maman est morte") entre la narration et le narré, mais aussi d'une forme d'écriture fictionnelle moderne, la représentation du flux intérieur sous la forme je ou tu.

## Description
Bien que le prototype du monologue soit devenu pour nous le monologue théâtral, ce n'est pas dans le théâtre qu'est né le monologue, mais dans le roman ,. De fait, ses « inventeurs », sont les premiers auteurs de « romans » des XIIe et XIIIe siècles qui, placés devant la nécessité de décrire des processus psychologiques complexes, ont donné vie à ces grandes délibérations muettes et ont élaboré tant bien que mal ce genre de discours rapporté en utilisant les « ficelles » du dialogue rapporté au style direct, type de discours plus facilement observable et procédé littéraire ayant déjà fait ses preuves. En effet, le roman (mise en langue romane de textes anciens, et genre qui en résulte), dont l'apparition est légèrement antérieure à celle du théâtre, donne très vite aux sentiments amoureux un rôle essentiel dans l'action, et a donc très vite besoin d'inventer un procédé d'exposition des pensées : c'est dès le second « roman » en langue vernaculaire, Enéas (milieu du XIIe siècle), qu'apparaissent les premiers vrais grands monologues lyriques ou délibératifs.
Au théâtre, un monologue est la plupart du temps une courte pièce satirique. Ces courtes pièces forment, par leur ensemble une sorte de revue satirique des divers états de la société. Le ton en est spirituel, et il est essentiellement comique ; le personnage qui parle étale ses travers ou ses mésaventures ; il fait rire de lui. Ce type de monologue est fréquemment utilisé par les chansonniers. Selon le Dictionnaire de la langue du théâtre d'Agnès Pierron, un monologue est généralement : " un moment d'une pièce de théâtre où l'acteur parle tout seul. Ce procédé s'oppose traditionnellement au dialogue. Lorsqu'un dramaturge compose une pièce de théâtre entière à un seul personnage, ce monologue est plus rarement comique. Il s'agit alors plutôt d'une introspection, ou d'une analyse des sentiments humains.
Il peut y avoir également des scènes de monologue au sein d'une pièce dialoguée, ainsi que des actes. S'il ne s'agit, à l'intérieur d'une scène, que d'une ou de quelques phrases qu'un personnage se dit à lui-même ou au spectateur, on désigne ce monologue du terme aparté.

## Monologues célèbres
Par ordre chronologique.
- Le Franc-Archer de Bagnolet (vers 1468)
- Monologue d'ung clerc de taverne (vers 1527)
- La Chambrière à louer à tout faire (1537?-1610?) de Christophe de Bordeaux
- Hamlet (1603) de William Shakespeare
- Le Cid (1637) de Corneille, monologue de Don Rodrigue
- L'Avare (1668) de Molière, monologue d'Harpagon
- La Princesse de Clèves (1678) de Madame de La Fayette
- Le Mariage de Figaro (1781) de Pierre-Augustin Caron de Beaumarchais, monologue de Figaro
- Adolphe (1816) de Benjamin Constant, monologue d'Adolphe
- Les Misérables (1862) de Victor Hugo, monologue de Jean Valjean (« Tempête sous un crâne »)
- Les Carnets du sous-sol (1864) de Fiodor Dostoïevski, monologue du narrateur
- Les lauriers sont coupés (1887) d'Édouard Dujardin
- Ulysse (1922) de James Joyce
- La Conscience de Zeno (1923) d'Italo Svevo
- La Voix humaine (1930) et Le Bel Indifférent (1940), monologues de Jean Cocteau
- Les Vagues (1931) de Virginia Woolf, monologues de Rhoda et Jinny
- La Chute (1956) d'Albert Camus
- Rhinocéros (1959) d'Eugène Ionesco, monologue de Bérenger
- Oh les beaux jours (1961) de Samuel Beckett, monologue de Winnie
- Belle du Seigneur d'Albert Cohen (1968), les soliloques d'Ariane, de Mariette et de Solal
- Les Monologues du vagin d'Eve Ensler (1996)
- Astérix et Obélix : Mission Cléopâtre d'Alain Chabat (2002), monologue d'Otis